# چنپینگاز
چنپینگاز (انگلیسی: Campingaz) شرکت گاز فرانسوی است، که در سال ۱۹۴۹ تأسیس شد.